# Ingleside on the Bay
Ingleside on the Bay è una città degli Stati Uniti d'America, situata nello Stato del Texas, nella Contea di San Patricio.